# Xique-Xique
Xique-Xique è un comune del Brasile nello Stato di Bahia, parte della mesoregione di Vale São-Franciscano da Bahia e della microregione di Barra.
Si trova sulla sponda destra del fiume São Francisco sul quale ospita un porto di grande importanza per l'economia dell'intera regione